# Tettisama bisellata
Tettisama bisellata är en insektsart som beskrevs av Victor Antoine Signoret 1862. Tettisama bisellata ingår i släktet Tettisama och familjen dvärgstritar. Inga underarter finns listade i Catalogue of Life.